# Ostroh (huyện)
Huyện Ostroh (tiếng Ukraina: Острозький район, chuyển tự: Ostrohs’kyi raion) là một huyện của tỉnh Rivne thuộc Ukraina. Huyện Ostroh có diện tích 693 km², dân số theo điều tra dân số ngày 5 tháng 12 năm 2001 là 31235 người với mật độ 45 người/km2. Trung tâm huyện nằm ở Ostroh.